# Bukókeret
A bukókeret egy speciálisan kialakított beépített keret (néha körülépített, exo-ketrecként ismert) a jármű utasterében, amely megvédi az utasokat baleset, főleg felborulás esetén.

## Szerkezete
Az alkalmazástól függően sokféle bukókeret létezik, mert különböző versenyszervezetek eltérő előírásokkal és követelményekkel rendelkeznek. Segítenek az alváz merevítésében is, ami a versenyprogramokban kívánatos.
A bukócső egy egyszerű keret a vezető ülése mögött, amely a mérsékelt védelmet nyújt felborulás esetén. A védőfelület hiánya miatt néhány modern kabrió egy erős szélvédő keretet használ, amely bukókeretként szolgál. Továbbá, mindkét fejtámla mögött (általában egy régebbi autóknál) egy bukóív helyezhető el, amely lényegében az utazók vállának szélességét átfogó bukócső.
Az 1989-es Mercedes-Benz R129 úttörő újdonsága az elrejtett bukóívek. Amikor érzékelők észlelik a közelgő felborulást, a bukóívek gyorsan kiemelkednek és rögzítődnek a helyükön. A következő autók rendelkeznek rejtett bukókeret rendszerrel: Peugeot 307 CC, Volvo C70, Mercedes-Benz SL 500 és Jaguar XK.
A sorvető traktoroknál régóta bukócsöveket használnak, de a bukókeret ma már mindennapos a modern traktorok vezetőfülkéjében.

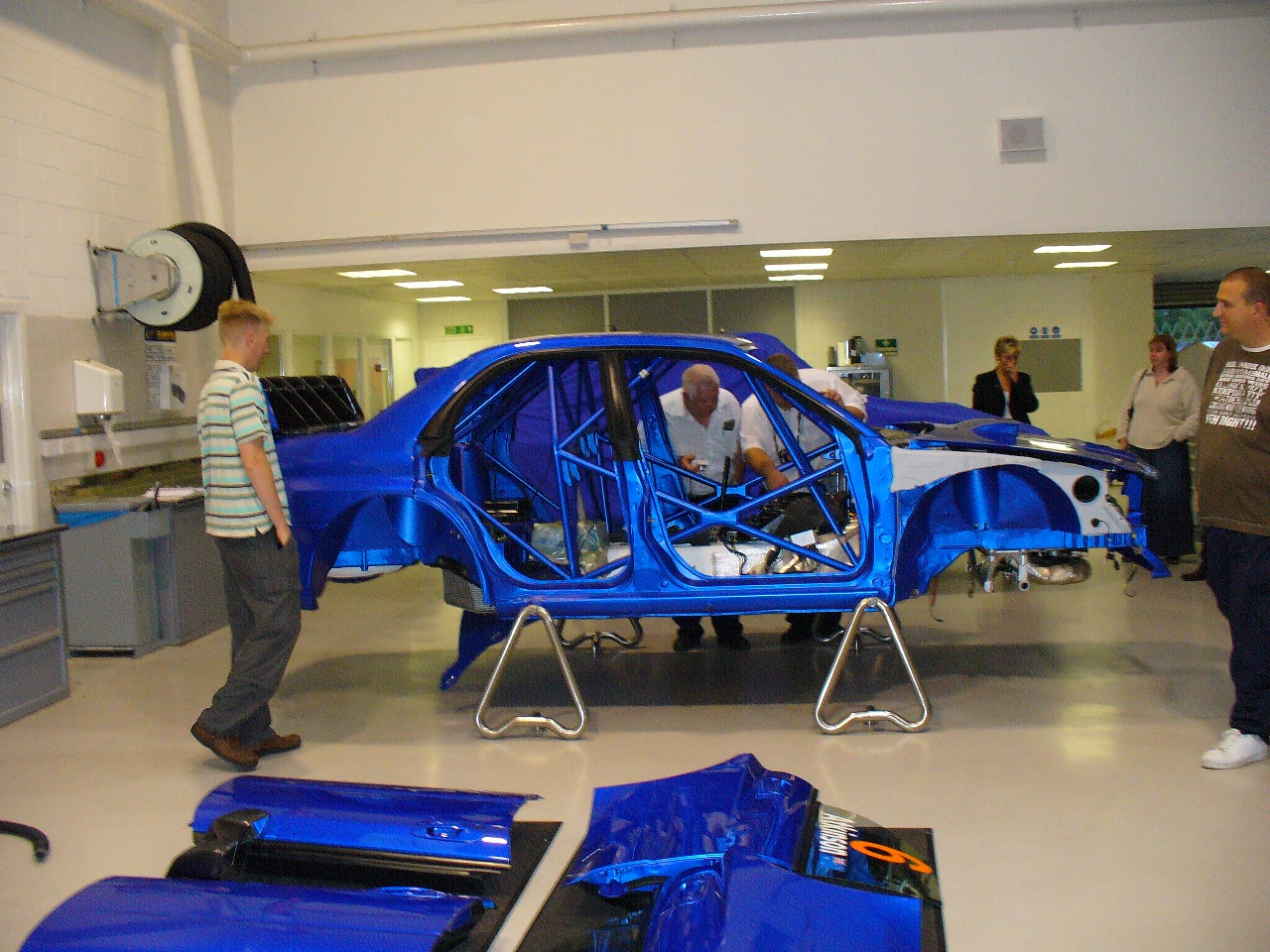
Versenyautó váza, beépített bukókerettel
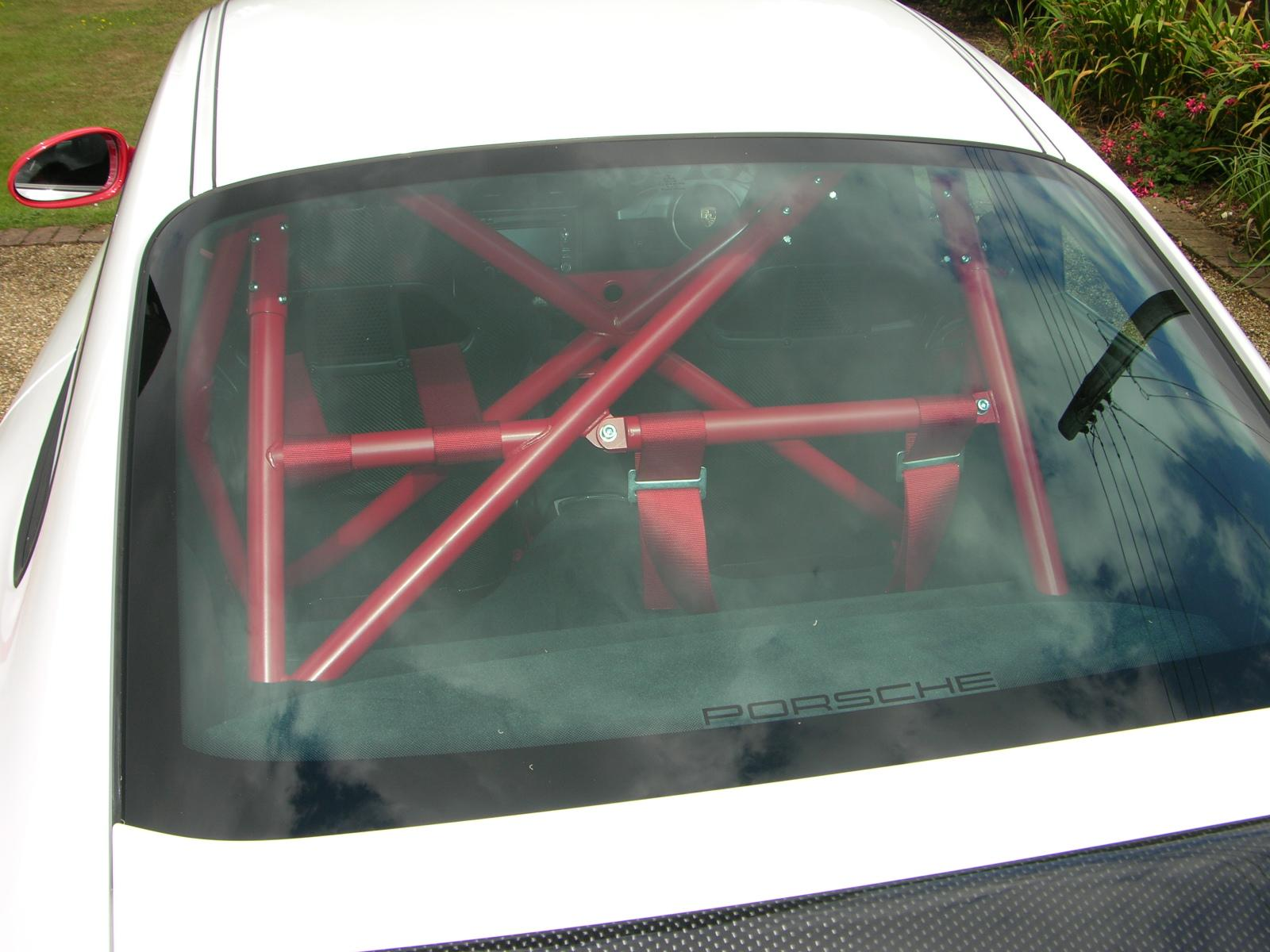
Bukókeret a Porsche 997 GT3 RS sportkocsiban
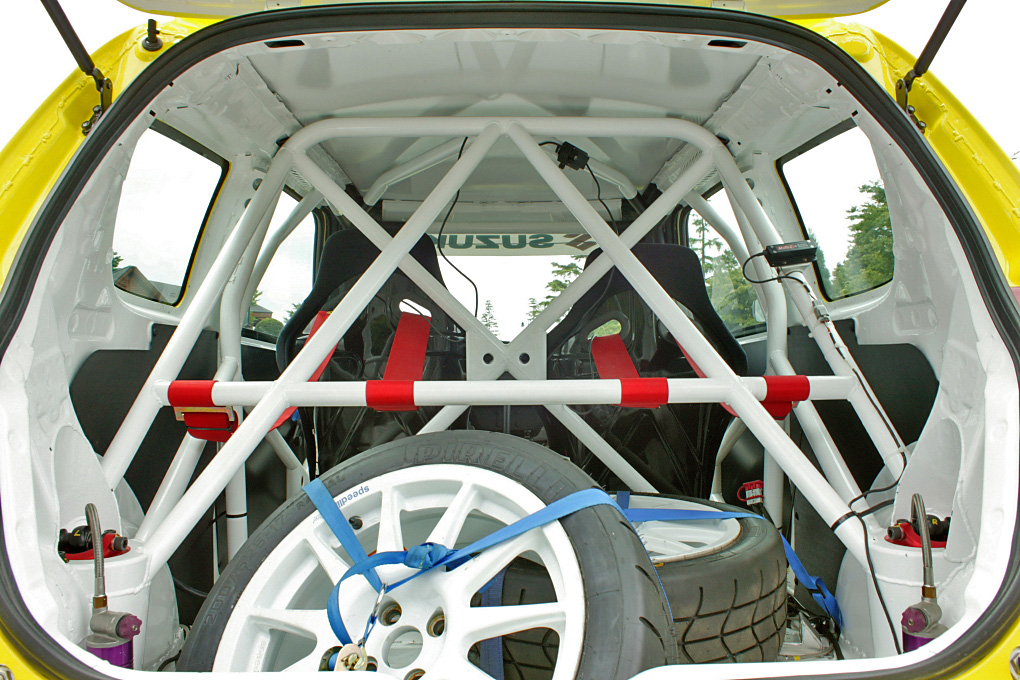
Bukókeret a Suzuki Swift versenyautóban
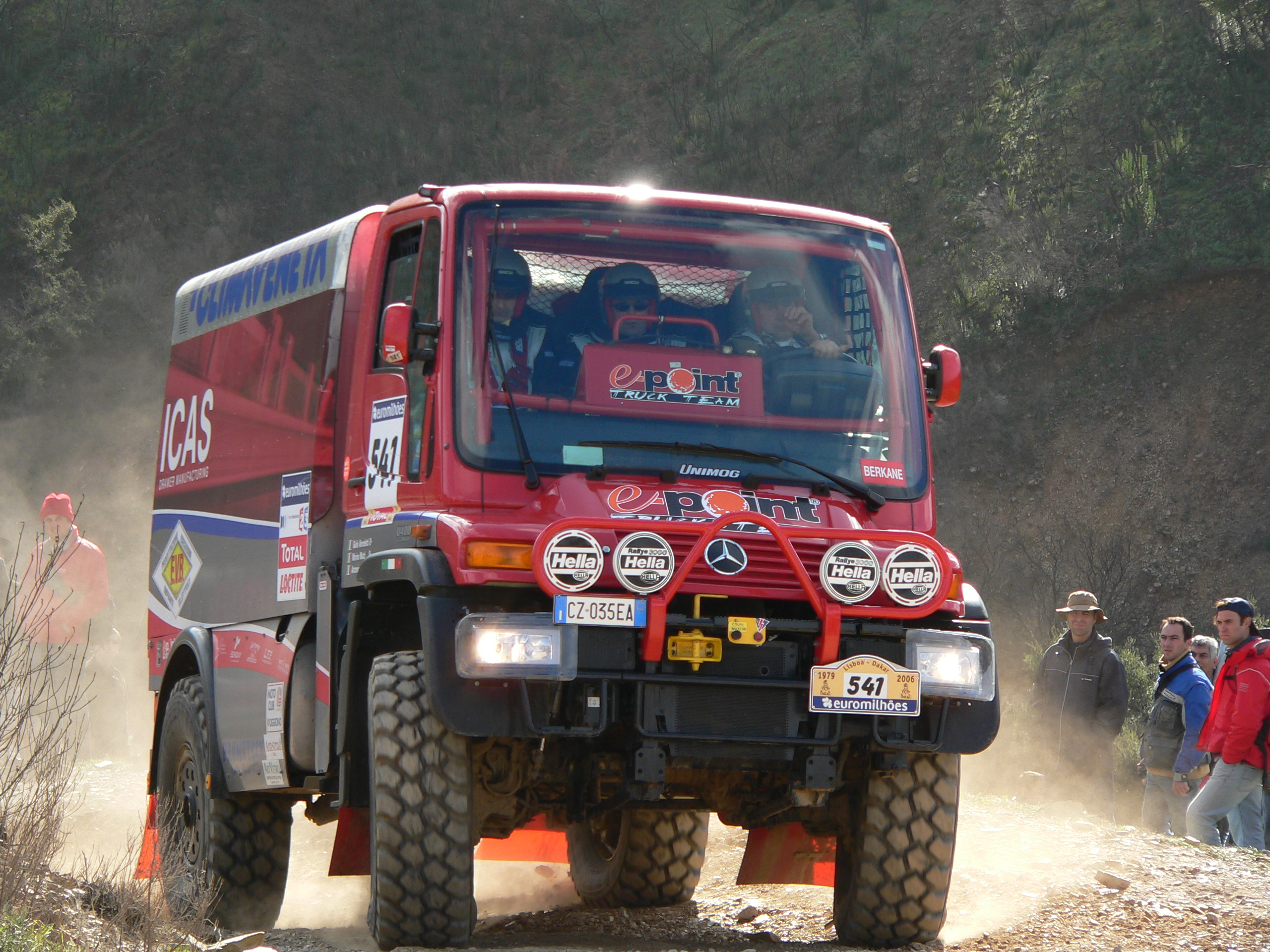
Beépített bukókeret egy UNIMOG-ban a 2006-os Dakar-ralin
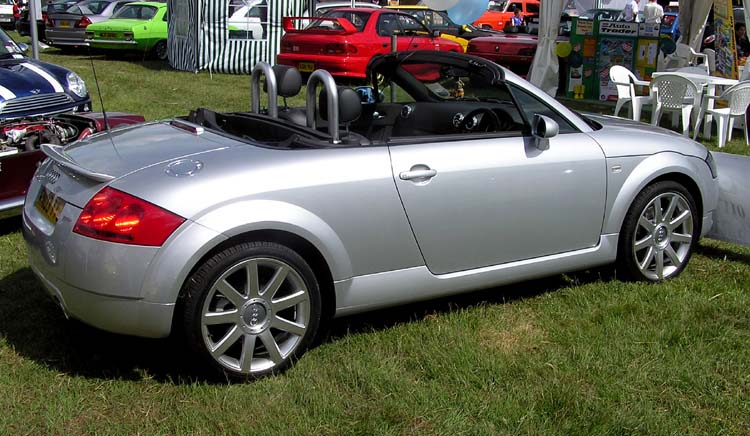
Bukóív egy Audi-ban

## Fordítás
Ez a szócikk részben vagy egészben  a   Roll cage című angol Wikipédia-szócikk fordításán alapul.  Az eredeti cikk szerkesztőit annak laptörténete sorolja fel. Ez a jelzés csupán a megfogalmazás eredetét és a szerzői jogokat jelzi, nem szolgál a cikkben szereplő információk forrásmegjelöléseként.